# ريكي هاراكاوا
ريكي هاراكاوا (باليابانية: 原川 力) (مواليد 18 أغسطس 1993) هو لاعب كرة قدم. يلعب مع منتخب اليابان تحت 23 سنة لكرة القدم. سبق له أن لعب في الألعاب الأولمبية الصيفية 2016 مع منتخب بلاده.

## وصلات خارجية
- ريكي هاراكاوا على موقع الاتحاد الدولي (مؤرشف)  (الإنجليزية)
- ريكي هاراكاوا على موقع رابطة كرة القدم اليابانية للمحترفين (اليابانية)
- ريكي هاراكاوا على موقع إي إس بي إن إف سي (الإنجليزية)
- ريكي هاراكاوا على موقع قاعدة بيانات كرة القدم.إي يو (الإنجليزية)
- ريكي هاراكاوا على موقع Soccerbase.com (لاعب) (الإنجليزية)
- ريكي هاراكاوا على موقع Soccerway.com (الإنجليزية)
- ريكي هاراكاوا على موقع عالم كرة القدم.نت (الإنجليزية)
- ريكي هاراكاوا على موقع كووورة
- ريكي هاراكاوا على موقع أوليمبيديا (الإنجليزية)